# Такмаккаран
Такмаккара́н (рос. Такмаккаран, башк. Туҡмакҡаран) — присілок у складі Біжбуляцького району Башкортостану, Росія. Входить до складу Зіріклинської сільської ради.
Населення — 47 осіб (2010; 55 в 2002).
Національний склад:
- чуваші — 71 %